# Wyleyia
Wyleyia is een geslacht van uitgestorven theropode dinosauriërs uit het Vroeg-Krijt van het huidige Engeland, behorend tot de Maniraptora. Vermoedelijk is het een basaal lid van de vogels.
In 1961 legde de amateurpaleontoloog J.F. Wyley uit Richmond upon Thames, Surrey, te Henfield, West Sussex een beenderlaag bloot in de leemput van de Henfield Brick Company. Daar groef hij voornamelijk vissen op die hij doneerde aan het British Museum of Natural History, maar in juli 1964 vond hij een stuk opperarmbeen van een theropode.
In 1973 werd op basis hiervan door Colin James Oliver Harrison en Cyril Alexander Walker de typesoort Wyleyia valdensis benoemd en beschreven. De geslachtsnaam eert Wyley als de ontdekker. De soortaanduiding verwijst naar de lagen van het Wealden, i.c. de Weald Clay.
Het holotype BMNH A3658 is gevonden in de Hastingslagen die stammen uit het Berriasien-Valanginien. Het bestaat uit het bovendeel van een opperarmbeen.
Het opperarmbeen heeft een bewaarde lengte van 42,4 millimeter. Er is een goed ontwikkelde, vermoedelijk rechthoekige, deltopectorale kam met een lengte van 17,4 millimeter, die wat naar boven georiënteerd is. Aan de bovenste achterzijde is een dikke crista bicipitalis. Aan de buitenzijde loopt een opvallende V-vormige groeve, de fossa brachialis voor de pees van de musculus brachialis anticus. Aan de onderste voorzijde lijkt helemaal onderaan het begin zichtbaar te zijn van een uitholling maar dit kan ook het gevolg zijn van een beschadiging.
Harrison en Walker vergeleken het opperarmbeen wel met dat van Deinonychus maar gingen er eigenlijk van uit dat het bot van een vogel was. De meeste moderne onderzoekers sluiten zich hierbij aan op grond van de kleine afmetingen en de relatief grote deltopectorale kam voor zo'n klein dier. Op zich komen de duidelijk vaststaande kenmerken echter ook voor bij de Dromaeosauridae. Pierce Brodkorb suggereerde al in 1978 dat het een of ander lid van de Coelurosauria betrof, wat in 1990 bevestigd werd door David Bruce Norman. Beide onderzoekers lieten zich echter door een breuk in de bovenste crista bicipitalis verleiden tot de foute conclusie dat deze structuur helemaal afwezig was, wat zeer vreemd zou zijn voor een ietwat afgeleide vogel. In 1973 waren zeer weinig basale vogels bekend en Harrison en Walker plaatsten de soort daarom wijselijk in een Aves incertae sedis. Later werd een positie basaal in de Enantiornithes of Euornithes gesuggereerd. Op statistische gronden is dit waarschijnlijk, daar de meeste kleine vogels uit het Onder-Krijt zo'n plaatsing hebben, maar deze wordt niet ondersteund door synapomorfieën, gedeelde afgeleide kenmerken, behalve dat de V-vormige fossa brachialis ook bij Enantiornithes voorkomt.